# Krzywiń (gmina)
Krzywiń – gmina miejsko-wiejska w województwie wielkopolskim, w powiecie kościańskim. W latach 1975–1998 gmina położona była w województwie leszczyńskim.
Siedzibą gminy jest Krzywiń.
Według danych z 31 grudnia 2024 roku gmina liczyła 9 441 mieszkańców.

## Struktura powierzchni
Według danych z roku 2002 gmina Krzywiń ma obszar 179,16 km², w tym:
- użytki rolne: 74%
- użytki leśne: 16%

Gmina stanowi 24,8% powierzchni powiatu.

## Demografia

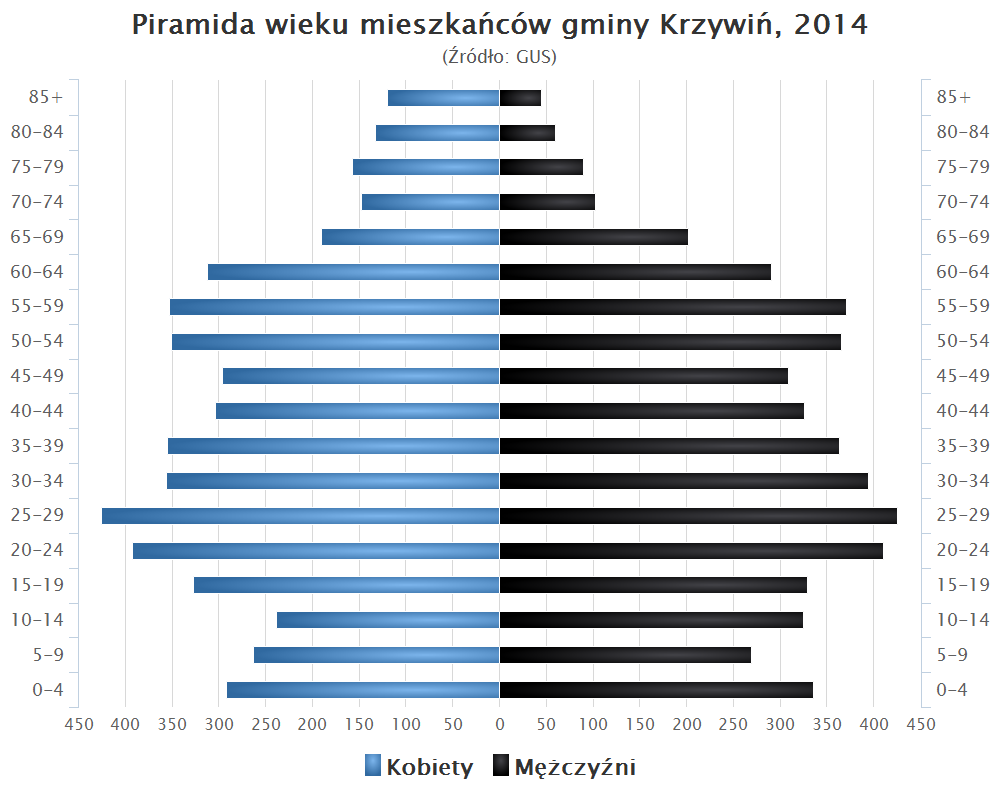
Piramida wieku mieszkańców gminy Krzywiń w 2014 roku

Dane z 31 grudnia 2024:
| Opis                              | Ogółem | Ogółem | Kobiety | Kobiety | Mężczyźni | Mężczyźni |
| --------------------------------- | ------ | ------ | ------- | ------- | --------- | --------- |
| Jednostka                         | osób   | %      | osób    | %       | osób      | %         |
| Populacja                         | 9411   | 100    | 4 676   | 49,5    | 4 765     | 50,4      |
| Gęstość zaludnienia [mieszk./km²] | 52,7   | 52,7   | 26,1    | 26,1    | 26,6      | 26,6      |

## Sołectwa
Bielewo, Bieżyń, Cichowo, Czerwona Wieś, Gierłachowo, Jerka, Jurkowo, Kopaszewo, Lubiń, Łagowo, Łuszkowo, Mościszki, Nowy Dwór, Rąbiń, Rogaczewo Małe, Rogaczewo Wielkie, Świniec, Teklimyśl, Wieszkowo, Zbęchy, Zbęchy-Pole, Zgliniec, Żelazno.

## Pozostałe miejscowości
Boża Wola, Jurkowo (osada), Jurkowo-Huby, Kuszkowo, Mościszki (osada leśna), Polesie, Rąbinek, Stary Dębiec, Szurkowo, Wymysłowo.

## Sąsiednie gminy
Czempiń, Dolsk, Gostyń, Kościan, Krzemieniewo, Osieczna, Śmigiel, Śrem